# Hekashepes mumie

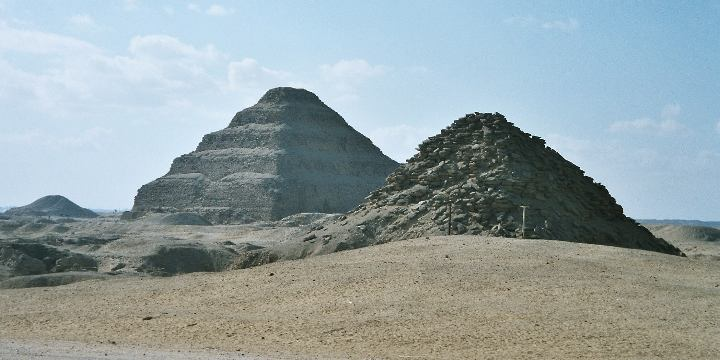
Gravfältet i Sakkara.

Hekashepes mumie är belägen i en av fyra gravar från femte dynastin och sjätte dynastin i Sakkara, söder om Kairo i Egypten. Den upptäcktes av den egyptiske arkeologen Zahi Hawass och informerades om i januari 2023. Hekashepes är en mumie från omkring 2 000 före Kristus, som är täckt av bladguld och vid upptäckten låg i en sarkofag av kalksten, som inte öppnats på 4 300 år.

Hekashepes mumie anses vara en av de äldsta och mest intakta icke-faraoniska kroppar som upptäckts i Egypten. Graven är en av fyra som påträffats på platsen. Av de upptäckta mumierna är den största den av Khnumdjedef, som var präst och förman hos adelsmän. En annan är mumien av Meri, som var en högre palatsämbetsman med titeln "hemlig handhavare", vilket gav honom rätt att utföra särskilda religiösa ceremonier. I en grav fanns mumien av en domare och skrivare vid namn Fetek. I samma grav fanns också en samling av stora skulpturer.